# Весёлое (Носовский район)
Весёлое (укр. Веселе) — село в Носовском районе Черниговской области Украины. Население 40 человек. Занимает площадь 2,29 км².
Код КОАТУУ: 7423884502. Почтовый индекс: 17142. Телефонный код: +380 4642.

## Власть
Орган местного самоуправления — Ровчак-Степановский сельский совет. Почтовый адрес: 17142, Черниговская обл., Носовский р-н, с. Ровчак-Степановка, ул. Советская, 22а.